# Dryadella rodrigoi
Dryadella rodrigoi är en orkidéart som beskrevs av Carlyle August Luer. Dryadella rodrigoi ingår i släktet Dryadella och familjen orkidéer. Inga underarter finns listade i Catalogue of Life.